# Derk Wiersum
Derk Wiersum, né le 30 août 1975 à Amsterdam, où il meurt assassiné le 18 septembre 2019, est un avocat néerlandais. Il est abattu sur les ordres d'un clan de la Mocro Maffia, la mafia marocaine.

## Biographie
Derk Wiersum naît le 30 août 1975 à Amsterdam et étudie les droits à l'Université de Groningue en 1995. Marié avec Arjette Wiersum et père de deux enfants, il devient officiellement avocat en 2003 et commence sa carrière chez Van Gessel Advocaten. Dix ans plus tard, il ouvre son propre cabinet d'avocats avec Bart Stapert, en mars 2019. Il a également travaillé en tant que juge au tribunal de Bréda.
En 2019, Derk Wiersum se focalise sur le crime organisé et notamment le conflit Mocro Maffia.

### Contexte
Derk Wiersum devient pour la première fois avocat et défend le criminel Nabil Bakkali dans le procès Marengo contre la Mocro-maffia, dirigée en 2017 par Ridouan Taghi. Dans le procès Marengo, au moins 16 personnes sont suspectés d'être impliqué dans un ou plusieurs assassinats entre 2015 et 2017. Ridouan Taghi et Saïd Razzouki sont les personnages principaux qui envoient des tueurs à gages pour liquider un maximum de criminels. Nabil Bakkali est arrêté le 14 janvier 2017 en possession d'arme à feu et est suspecté d'avoir assassiné Hakim Changachi le 12 janvier 2017. Il est également soupçonné d'avoir assassiné d'autres noms dans le conflit Mocro-maffia. Quelques mois plus tard, il semble que Changachi n'était pas la réelle cible voulue de Nabil Bakkali. Ridouan Taghi ajoute pour cette raison Nabil Bakkali dans une liste noire.
Se sentant peu en sécurité, Nabil Bakkali parle avec la police, livre des informations sur Ridouan Taghi en échange d'une peine réduite. Quelques semaines après avoir parlé avec la police, le 29 mars 2018, son frère Reduan Bakkali est assassiné par Ridouan Taghi.

### Assassinat

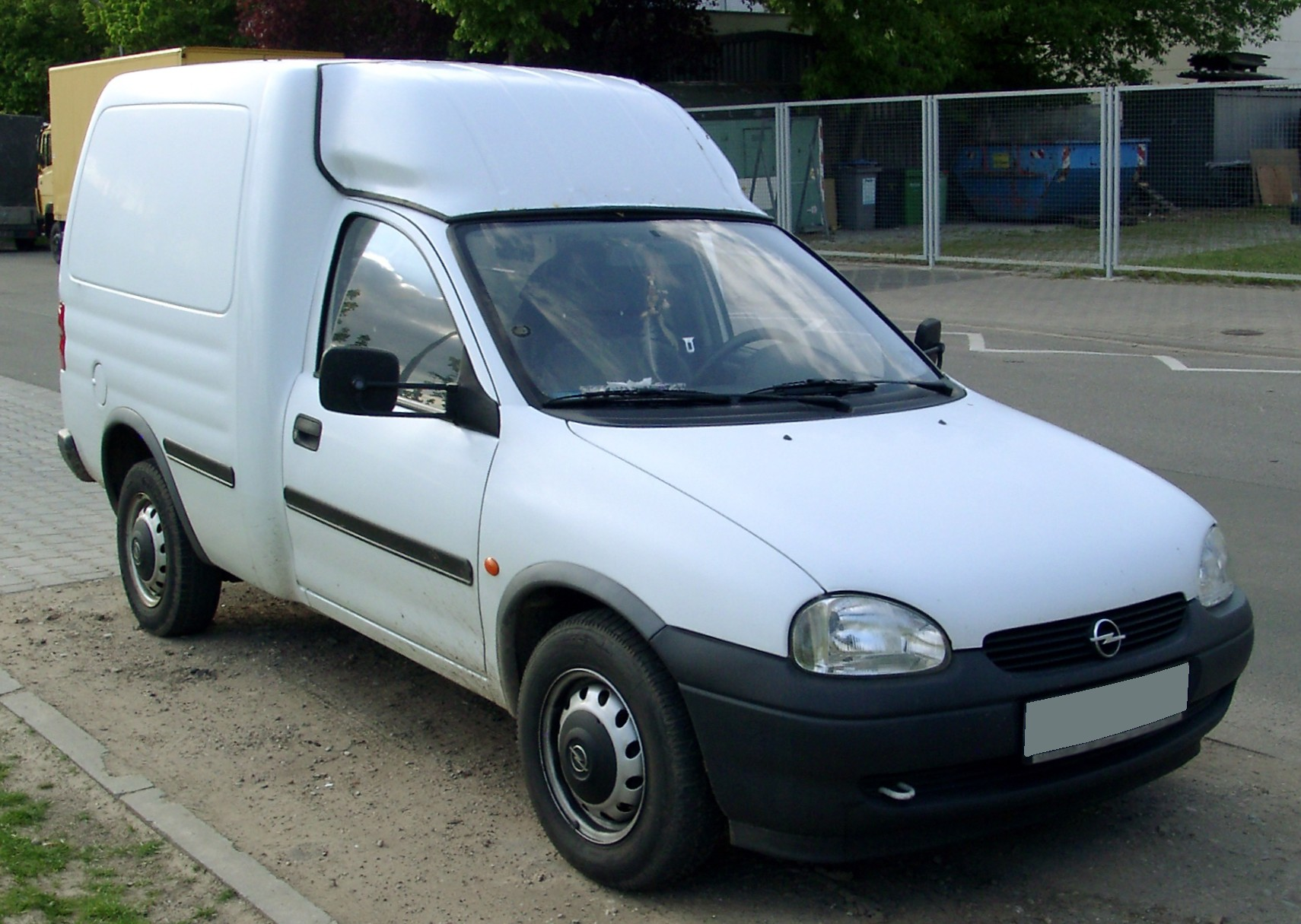
Une voiture similaire a été utilisée par le tueur à gage.

Le 18 septembre 2019, vers 07h40, Derk Wiersum est abattu devant son domicile à Amsterdam. L'avocat est mort sur place. L'auteur de l'assassinat est vêtu d'une capuche noire qui couvre également son visage et prend la fuite avec une Opel Combo blanche. L'assassinat a eu lieu devant les yeux de sa femme qui était assise côté passager. Elle n'a pas été blessée.

## Suspects
Dans la nuit du 20 novembre 2019, Anouar Taghi, 26 ans, résidant à Maarssen, est arrêté sur une autoroute. Il est le cousin de Ridouan Taghi et la police le soupçonne d'avoir organisé l'assassinat. Anouar Taghi est un membre du groupe criminel Audi-bende d'Utrecht. En 2016, il est condamné à quatre ans de prison pour un braquage explosif à Meppen. Le 6 janvier 2020, la presse révèle qu'un autre homme du nom de Giërmo Brown a été arrêté en octobre 2019. Il est âgé de 36 ans, réside à Almere et est d'origine surinamaise. Les autorités néerlandaises le soupçonnent d'être le co-organisateur de l'assassinat.